# Šerpa prezidenta Ekvádoru
Šerpa prezidenta Ekvádoru (španělsky Banda Presidencial de Ecuador) je hlavním symbolem politické moci v Ekvádoru. Nosí ji úřadující prezident Ekvádoru jako projev důstojnosti své funkce při slavnostních příležitostech, během vystoupení před Národním shromážděním a při vojenských ceremoniálech. Jedná se o nejvyšší ekvádorské vyznamenání.
Šerpa je vyrobena ze sametu v barvách ekvádorské vlajky s nápisem vyšívaným zlatou nití. Uprostřed je státní znak Ekvádoru. Délka šerpy se odvíjí od postavy prezidenta, pro kterého je určena. Šířka žlutého pruhu je 15 cm, modrého pruhu 5 cm a červeného 9 cm. Nápis na šerpě zní Mi Poder en la Constitución (má síla je v ústavě). Toto heslo je ekvádorským mottem od roku 1830 a objevuje se i na prvních ekvádorských mincích ražených v letech 1830 až 1850. Na některých z nich se objevuje na lícové straně ve formě El poder en la Constitución. Tento nápis z mincí v 70. letech 19. století zmizel, zůstal však prezidentským mottem i nápisem na prezidentské šerpě.

## Historie

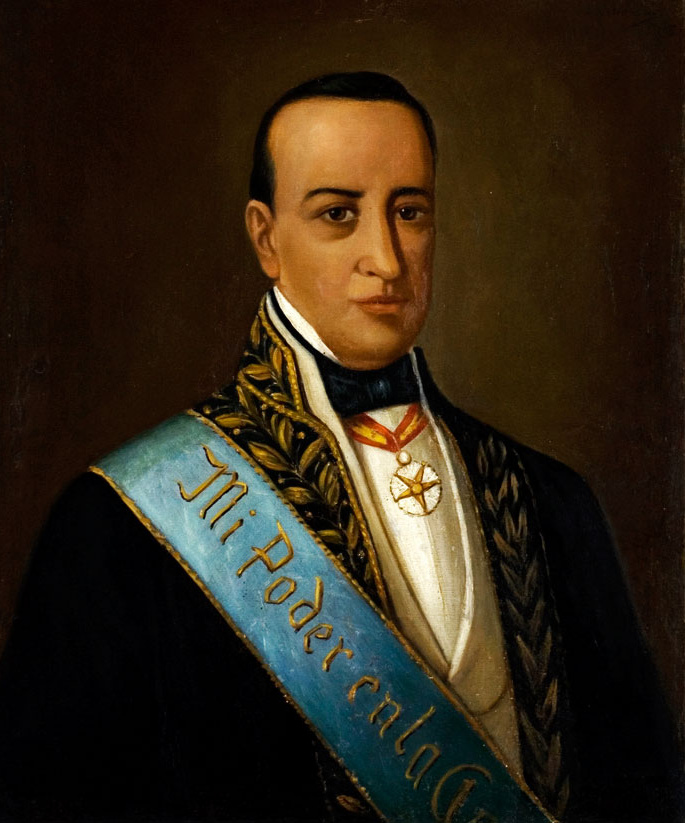
Prezident Vicente Ramón Roca s prezidentskou šerpou

Prezidentskou šerpu zavedl první ekvádorský prezident Juan José Flores v roce 1830. V té době použil světle modrou hedvábnou stužku inspirovanou španělskými dekoracemi, kde bylo zlatou nití vyšito prezidentské heslo. Šerpa byla zakončena velkou mašlí, na které nebyl zavěšen žádný odznak. Je možné, že byla inspirována šerpami, které nosili španělští guvernéři jako součást svých vyznamenání. Ty byly modrobílé podobně jako šerpy Řádu Karla III., které nosili španělští místokrálové při oficiálních slyšeních. Španělské šerpy byly široké pouze 10 cm.
V průběhu 19. století používali Floresovi nástupci stejný vzhled šerpy jako první prezident, téměř bez jakýchkoliv úprav. Neexistovala přesná pravidla, jak by měla být šerpa vyšívána, a tak prezident Francisco Robles používal šerpu s vyšitým heslem a devíti hvězdami, představujícími jednotlivé provincie. Byly na ni vyšité také dvě vavřínové ratolesti. Většina prezidentů v 19. století však nosila šerpu s heslem napsaným přes státní znak.
Prezident Gabriel García Moreno byl vyobrazen se šerpou, která měla na okrajích zlatou výšivku. Soukromý sběratel vystavuje v Quitu světle modrou hedvábnou šerpu zakončenou velkou mašlí a se státním znakem, která je považována za původní šerpu Gabriela Garcíy Morena. Po úspěšném atentátu na prezidenta, byla šerpa během pohřbu, který se konal 9. srpna 1875, umístěna na jeho nabalzamovanou mrtvolu, oblečenou do uniformy generála a usazenou do křesla, čelem k publiku. S prakticky stejnou šerpou byl vyobrazen i prezident José María Plácido Caamaño.
Prezident Luis Cordero Crespo byl posledním prezidentem, který byl vyobrazen se světle modrou šerpou a ve speciální slavnostním obleku, který nosili i někteří další prezidenti, například Vicente Rocafuerte či Vicente Ramón Roca. Oblek, jež se v Ekvádoru dochoval jako diplomatická uniforma, měl zdobený límec a rukávy. K obleku patřily bílé kalhoty a rukavice.

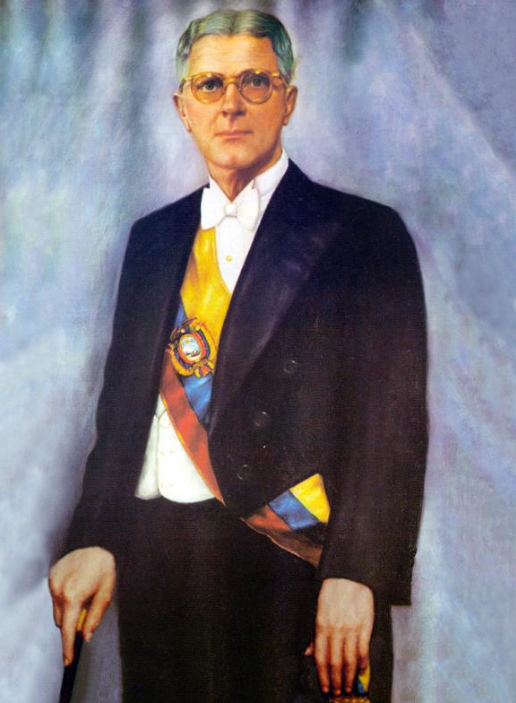
Prezident Carlos Julio Arosemena Tola s prezidentskou šerpou

Prezident Eloy Alfaro byl zobrazen v prezidentském obleku s generálskými nárameníky. Místo světle modré stuhy upřednostňoval tříbarevnou stuhu nošenou pod oblekem. Na stuze byl státní znak republiky. Od té doby prezidenti nadále nepoužívali světle modrou stuhu a někteří ani prezidentské heslo. Alfarovi nástupci upřednostňovali šerpy v národních barvách s národními symboly místo hesla. Takové šerpy bez hesla používal například prezident Leónidas Plaza Gutiérrez a jeho syn Galo Plaza Lasso. Ve 20. letech 20. století používal prezident Gonzalo Córdova šerpu zakončenou velkou trikolorní stuhou. Podobné stuhy používali i jeho předchůdci Alfredo Baquerizo Moreno a José Luis Tamayo. Prezident Isidro Ayora používal trikolorní hedvábnou stuhu zakončenu zlatými střapci.
Prezident José María Velasco Ibarra nosil svou šerpu pod frakem, což je patrné i z jeho oficiálního portrétu. Vojenský diktátor Guillermo Rodríguez Lara přijal titul prezidenta republiky v roce 1972 a nosil šerpu v barvách ekvádorské vlajky, ale bez prezidentského hesla. Když byla roku 1979, používal prezident Jaime Roldós Aguilera širokou šerpu přes oblek a upustil od používání fraku ve prospěch moderního pánského obleku. Tento styl dodržovali i jeho nástupci. Vzhled šerpy byl zjednodušen. Prezident Rodrigo Borja Cevallos používal šerpu, která byla místo složité mašle zakončena jednoduchým uzlem. Podobnou šerpu pak používal i Rafael Correa a Lenín Moreno.
Od roku 1979 posílají prezidenti svůj oblek jeptiškám, které vyrábějí prezidentské šerpy, aby jim seděla. Při odchodu z funkce si každý prezident svou šerpu ponechává jako suvenýr, který je jeho majetkem, takže pro každého prezidenta se vyrábí šerpa nová.

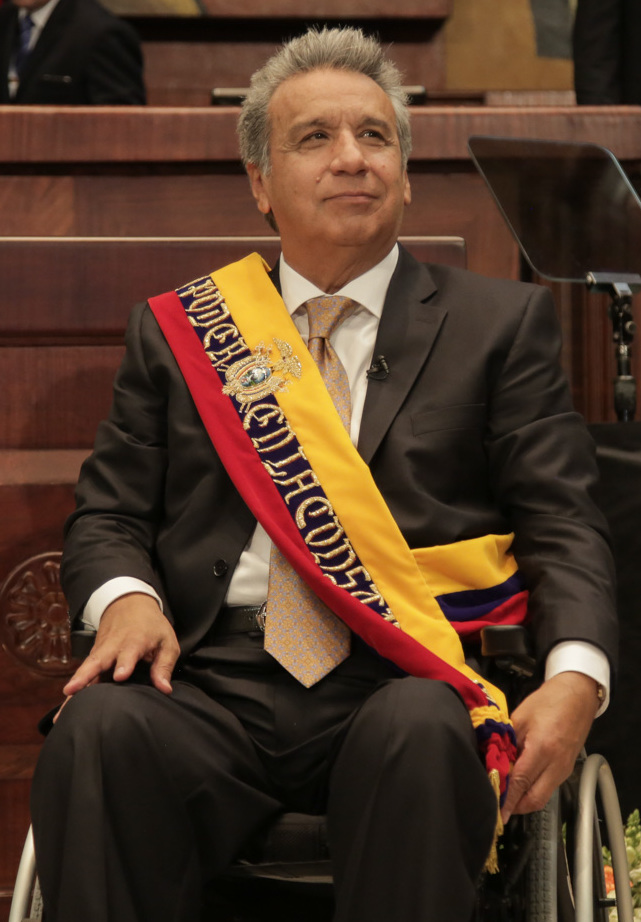
Lenín Moreno se šerpou prezidenta Ekvádoru

V archivu Juana Josého Florese na Katolické univerzitě v Quito je vystavena šerpa prezidenta Florese s několika jeho dalšími vyznamenáními. V Muzeu prezidentů Univerzity v Espíritu Santo jsou šerpy několika prezidentů, například Carlose Julia Arosemeny Toly a Jaimeho Roldóse, jež byly muzeu věnovány jejich rodinami, či šerpa Alfreda Palacia, který ji muzeu věnoval osobně.

## Výroba
Šerpy vyrábí od funkčního období prezidenta Gabriela Garíci Morena jeptišky v klášteře ležícím severně od Quita, Hermanas Contemplativas del Buen Pastor. Navzdory sekulární povaze ekvádorské republiky, přidávají katolické jeptišky do vyšívaného státního znaku nějakou relikvii, typicky fragmenty oděvu ekvádorských světců nebo do nich jednoduše umisťují náboženské motivy, například Nejsvětější Srdce Ježíšovo. K výrobě je používána i zlatá nit pocházející z Itálie a sametová látka dovážená z USA. Délka šerpy závisí na postavě prezidenta, pro kterého je určena. Písmena nápisu jsou vysoká 5 cm.

## Prezidentské heslo
Na šerpě je zlatou nití vepsáno motto prezidenta Mi Poder en la Constitución. Od obnovení republiky v roce 1979 použil pouze jediný prezident, Osvaldo Hurtado, variantu hesla El Poder en la Constitución, kterou představitelé státu v 19. století používali častěji. Již dekret prezidenta Eloye Alfara ze dne 5. června 1897 stanovuje slova El Poder en la Constitución k použití na prezidentské šerpě. Jiní prezidenti od této původní fráze upustili.